# Nationalpark Bajanaul
Der Nationalpark Bajanaul (kasachisch Baianauyl ūlttyq parkı) ist der erste am 12. August 1985 deklarierte Nationalpark im Nordosten von Kasachstan. Er befindet sich im südlichen Teil des Bezirkes Pawlodar und erstreckt sich über eine Schutzgebietsfläche von 684,53 km².

## Beschreibung
Die den Nationalpark umgebende Landschaft ist von Steppe geprägt, in der sich das kleine Bajanaul-Gebirge (kasachisch Баянауыл тауы) befindet, das mit Nadelwald bestockt ist. Das Gebirge erhebt sich in einer Insellage inmitten der relativ vegetationsarmen Landschaft empor und weist Höhen von 400 bis 1027 m auf. Innerhalb der Nationalparkgrenzen befinden sich drei größere Süßwasserseen. Neben dem Sabyndykol-See (kasachisch Сабындыкөл), dem Zhasybay-See (kasachisch Жасыбай) und dem Toraigyr-See (kasachisch Торайғыр), der nach dem kasachischen Schriftsteller und Dichter Sultanmachmut Toraighyrow benannt wurde, bestehen weitere kleine Seen, die in der Trockenzeit in den Sommermonaten weitgehend austrocknen. Die Tiefe des Sabyndykol-Sees beträgt −10 bis −13 m und der Zhasybay-See hat eine Tiefe von ca. −7 bis −9 m an seiner tiefsten Stelle.

## Klima
Das Bajanaul-Gebirge und der Nationalpark liegen im Zentrum des asiatischen Kontinents und besitzen ein kontinentales Klima. Die Jahresdurchschnittstemperatur betrug 3,2 Grad Celsius und einer durchschnittlichen frostfreien Periode von ca. 140 Tagen im Jahr. Für den kältesten Monat Januar wurden Durchschnittstemperaturen von −13,7 Grad Celsius mit maximalen Tiefstwerten von −17,8 Grad Celsius gemessen. Im Sommer wurden im Juli die höchsten Durchschnittstemperaturen von 14,6 Grad Celsius und Maximalwerten von 32,6 Grad Celsius aufgezeichnet. Die jährliche Niederschlagsmenge beträgt durchschnittlich 340 mm, wobei die jährlichen Schwankungen der Niederschlagsmengen zwischen 190 und 494 mm betrugen. Im Schutzgebiet wurden durchschnittliche jährliche Windgeschwindigkeiten von 2,9 m/s gemessen.

## Schutzziele
Die Deklaration zum Nationalpark wurde von Kasachstan durchgeführt um die natürlich vorkommende Flora und Fauna des Bajanaul-Gebirges zu erhalten und wiederherzustellen.

## Flora und Fauna
Für den Nationalpark wurden 460 Pflanzenarten aufgezeichnet die in den vier Lebensraumtypen Wald, Waldsteppe, Steppe und Trockenwiesen vorkommen.

### Flora
Aus der großen Anzahl an Pflanzenarten wurden beispielhaft folgende Arten beobachtet: Orostachys spinosa aus der Familie der Dickblattgewächse (Crassulaceae), die Wilde Tulpe (Tulipa sylvestris), Iris lactea, der Echte Wurmfarn (Dryopteris filix-mas), der Knollige Baldrian (Valeriana tuberosa), die Finger-Kuhschelle (Pulsatilla patens), der Langblättrige Ehrenpreis (Veronica longifolia), der Esparsetten-Tragant (Astragalus onobrychis), Allium nutans, Galatella angustissima, der Silbergraue Blauweiderich (Veronica incana) und das Knollen-Brandkraut (Phlomoides tuberosa).

### Fauna
Für den Nationalpark wurden zum Beispiel folgende Vogelarten beobachtet: Der Terekwasserläufer (Xenus cinereus), der Temminckstrandläufer (Calidris temminckii), der Rotschenkel (Tringa totanus), der Teichwasserläufer (Tringa stagnatilis), der Ohrentaucher (Podiceps auritus), der Flussregenpfeifer (Charadrius dubius), die Reiherente (Aythya fuligula), die Feldlerche (Alauda arvensis), die Wacholderdrossel (Turdus pilaris), die Bachstelze (Motacilla alba), der Mäusebussard (Buteo buteo) und die Löffelente (Spatula clypeata). Die Zauneidechse (Lacerta agilis) wurde bei den Reptilien, das Steppenmurmeltier (Marmota bobak) und das Sibirische Reh (Capreolus pygargus) bei den Säugetieren aufgezeichnet. Bei den Insekten und Spinnentieren wurden der Schwammspinner (Lymantria dispar), der C-Falter (Polygonia c-album), der Schwalbenschwanz (Papilio machaon), das Kleine Nachtpfauenauge (Saturnia pavonia), der Rote Apollo (Parnassius apollo), Nymphalis vaualbum, die Kupferglucke (Gastropacha quercifolia) und der Warzenbeißer (Decticus verrucivorus) beobachtet.

## Archäologische Fundstätte
Durch Untersuchungen und archäologische Ausgrabungen im Nationalpark wurden fossile Knochen von Giraffen, Nashörnern, hyänenähnlichen Tieren und mittelgroßen Pferden aus der Gattung Hippotherium gefunden, die vor 7 bis 10 Millionen Jahren lebten. Die Gesamtzahl der im Nationalpark gefundenen Fossilien ist sehr bedeutend für die Erforschung der historischen Entwicklung des Gebietes.

## Tourismus
Der Naturpark Bajanaul ist in den Sommermonaten ein beliebter Ausflugsort für Kurzurlauber aus den Städten Pawlodar, Ekibastus und Qaraghandy. Der zunehmende Tourismus und die Errichtung von Ferienhäusern und Ausflugslokalen beeinträchtigt den Nationalpark.